# Richard Hammer (Politiker)
Richard Hammer (* 7. Februar 1897 in Darmstadt; † 3. Oktober 1969 ebenda) war ein deutscher liberaler Politiker und Praktischer Arzt.

## Leben und Beruf
Nach dem Abitur an einem humanistischen Gymnasium und der Teilnahme am Ersten Weltkrieg begann Hammer ein Studium der Medizin, welches er mit der Promotion zum Dr. med. beendete. Anschließend arbeitete er als Praktischer Arzt in Darmstadt.
Im Zweiten Weltkrieg wurde er als Truppenarzt eingesetzt und geriet schließlich in Gefangenschaft. Nach seiner Entlassung wurde Hammer Präsident der Ärztekammer Darmstadt. Außerdem war er Gründungsmitglied der Aktionsgemeinschaft der deutschen Ärzte, die sich gegen die Krankenversicherungsreform der 1950er Jahre engagierte.

## Partei
Hammer war ein Anhänger von Friedrich Naumann und trat nach dem Ersten Weltkrieg der DDP in Darmstadt bei. Als sich die DDP 1930 mit dem Jungdeutschen Orden zur Deutschen Staatspartei vereinigte, ging er diesen Weg nicht mit und beteiligte sich stattdessen an der Gründung der Radikaldemokratischen Partei.
In der Sturmabteilung gehörte Hammer zur „Reserve II“.
Nach dem Zweiten Weltkrieg war er einer der Mitgründer der FDP in seiner Heimatstadt.

## Abgeordneter
Hammer war von 1946 bis zum 9. Dezember 1949 Landtagsabgeordneter in Hessen. Er gehörte dem Deutschen Bundestag seit dessen erster Wahl 1949 bis 1957 an. 1949 wurde er in Darmstadt mit 36,8 % der abgegebenen gültigen Stimmen direkt gewählt, 1953 zog er über die hessische FDP-Landesliste ins Parlament ein. Seit dem 7. Dezember 1949 war er Vorsitzender des Bundestagsausschusses für das Gesundheitswesen. In dieser Eigenschaft setzte er sich für die Aufhebung der Unterschiede zwischen akademisch ausgebildeten Zahnärzten und nicht-akademisch ausgebildeten Dentisten ein.

## Orden, Auszeichnungen und Ehrungen
- Krieger-Ehrenzeichen in Eisen
- 1956 Großes Verdienstkreuz mit Stern des Verdienstordens der Bundesrepublik Deutschland.[3]
- 1958 Paracelsus-Medaille der Deutschen Ärzteschaft.
- 1962 Silberne Verdienstplakette der Stadt Darmstadt.[3]
- Nach ihm ist die Dr.-Richard-Hammer-Medaille der Ärztekammer Hessen benannt.